# 공산 동수 전투
공산 동수 전투(公山 棟藪 戰鬪)는 후삼국 시대인 927년 신라 공산(公山, 현 팔공산) 동수(棟藪, 현 지묘동)에서 고려의 왕건과 후백제의 견훤이 치른 전투로 견훤이 왕건군을 기습 공격해 대승을 거두었고 이곳에서 신숭겸 등 8명의 장수가 전사해 지명이 공산에서 팔공산으로 바뀌었다는 설화도 있고 반야월 등 대구의 대표 지명들이 이 전투에서 생겼다.

## 배경
후삼국 시대 당시 고려와 후백제는 처음에는 별다른 충돌없이 평화롭게 지냈으나 926년 9월에 후백제 왕 견훤이 고려 근품성을 공격하면서 전쟁이 시작되었다. 이후로 고려와 후백제는 수차례에 걸쳐 충돌하였다. 이 과정에서 신라는 대체로 고려를 지지하였는데, 이는 견훤이 신라의 무관 출신임에도 불구하고 모반을 일으켜 스스로 나라를 일으킨 역적이라고 간주되었기 때문이다. 때문에 견훤은 늘 신라에 불만을 품고 지냈다.
927년 9월, 견훤은 마침내 신라를 정벌하기 위해 군사를 이끌고 신라 근품성(근암성, 현재 문경시)과 고울부(현재 영천시)를 공격해 함락시키고 수도 금성(현재 경주)으로 진군했다. 위기를 느낀 신라 경애왕은 고려 왕 왕건에게 구원을 요청하였다. 그러자 왕건은 신라를 돕기 위하여 9월 초에 시중 공선에게 1만 명의 군사를 맡겨 원군을 파견하였다.
그러나 고려군이 미처 신라에 도착하기도 전에 후백제군이 11월에 경주를 점령하여 친고려적인 행동을 자주 하였던 경애왕을 자결하게 하였으며 경순왕을 새 왕으로 세웠다. 또한 왕제 효렴과 재신 영경 등을 포로로 사로잡았으며, 보물들을 약탈한 후에 귀환길에 올랐다. 이 소식을 접한 왕건은 크게 분노하여 친히 5000명의 정예 기병을 이끌고 퇴각하는 후백제군을 격파하기 위해 출전했다.

## 전투 과정
왕건은 발빠른 기병대를 이끌고 후백제군보다 한 발 앞서 대구 공산 아래에서 대기하고 있다가 퇴각하는 후백제군이 접근하는 순간 공격을 단행할 계략을 세웠다. 그러나 견훤이 이 계략을 미리 알아채고는 이를 역으로 이용하여 공산으로 향하던 고려군을 기습 공격하였다.
고려군은 곧 후백제군의 공격에 밀려나 포위당하였고, 왕건은 일생 일대의 위기에 처했다. 이때 고려의 개국 공신 중 하나였던 신숭겸이 왕건의 목숨을 구하기 위해 왕의 갑옷을 입고 백마에 올라 군사들을 지휘하였다. 이에 후백제군은 신숭겸을 왕건으로 착각하여 화살을 쏘아 신숭겸을 죽이고 그 수급을 취하였다. 또다른 고려의 장수 김낙도 왕건을 자신의 말에 태우고 가다가 화살에 맞아 죽었다. 이어 전의갑과 전이갑 형제도 싸우던 중에 전사했다.
왕건은 간신히 탈출하여 목숨을 건졌으나, 신숭겸과 김낙을 포함하여 8명의 장수를 잃었으며 5000명의 군사 중 4930여명이 전사하고 불과 70명 정도의 병사들만이 살아돌아오는 참패를 당하였다. 한편 견훤은 승세를 타고 곧이어 대목군(大木郡)과 칠곡군(漆谷郡), 약목면(若木面) 등을 빼앗았으며, 고려군이 양식으로 쓰던 곡식을 빼앗아 불살라 버렸다.
대구에는 아직도 파군재, 독좌암, 왕산, 안심, 해안, 반야월, 백안, 연경, 살내 등의 많은 지명이 남아 있어, 당시의 격전지임을 알 수 있다.

## 결과

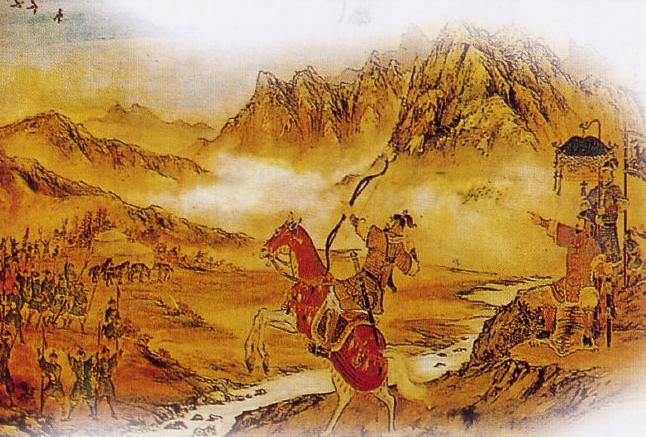
공산 전투에서
(공산성 전투에서 (신숭겸 장군(우측에 선 이)과 태조 왕건(오른쪽에서 두 번째 앉은 이))

고려는 이 전투에서 건국 이래 최대의 패전을 당하게 되고 이후로 후백제와 수차례 싸우면서 계속 패하여 수세에 몰렸다. 이러한 상황은 견훤은 최승우를 시켜 왕건에게 보낸 서신인 《대견훤기고려왕서》에서 잘 드러난다. 왕건은 후에 930년 고창 전투에서 후백제군과 싸워서 대승을 거둔 후에야 수세에서 벗어날 수 있었다.
공산 전투 이후에 태조는 목숨을 바쳐 자신을 구해낸 신숭겸의 시신을 찾아내어 통곡하며, 광해주 비방동(현, 춘천시 비방동)에 예장한 다음 직접 제례를 지내고 그 자리에 순절단(殉節壇)을 모시고 대구지방에 지묘사(智妙寺)라는 절을 지어 공의 명복을 빌게 하였고, 세개의 봉분을 만들었다고 한다. 후백제군이 신숭겸의 시신을 왕건의 것으로 착각하고 그 목을 가져갔는데, 이에 왕건은 시신의 목을 황금으로 조각하여 함께 매장하도록 하였다.
또한 1120년(예종 15년)에 신숭겸과 김낙장군을 추모하는 도이장가(悼二將歌)라는 향가를 지어 찬양케 하였다. 현재 곡성의 덕양서원과 용산재, 대구의 표충사, 춘천의 도포서원(道浦書院), 평산의 태백산성사(太白山城祠), 동양서원 등에 배향되고 있다.